# 馬場雄二
馬場 雄二（ばば ゆうじ、1938年1月19日 - ）は、日本のビジュアルデザイナーである。馬場雄二デザイン研究室代表。東北芸術工科大学名誉教授。

## 人物
長野県上田市出身。野球好きの少年であったが、馬場が小学校に通っていた当時は野球ボールが簡単には手に入らず、よく自分でユニークなボールを手作りしていたという。馬場はこのときの経験が自身の創造性を養う結果につながったという。
上田高校時代は、美術班に所属した。東京芸術大学大学院（第1期生）で、デザインを学び、漢字のビジュアル化を自身のテーマとしてきたという。1965年大学院修了後は、デザイナーとしてCI（ブランディング）・グラフィック・ロゴ・ゲーム・商品開発などを手がけるかたわら、漢字パズルなどの書籍・玩具を100点以上制作・出版している。1990年代からは、20年間全国紙（朝日新聞・産経新聞など）でパズルを連載してきた。多摩美術大学助教授を経て1993年4月から東北芸術工科大学情報デザイン学科グラフィックコース教授に就任。現在、同大学の名誉教授である。2男の父であり、阪神タイガースのファンである。
1985年8月に『目玉マーク』を主要素としたフジサンケイグループ視覚統一計画をディレクションし、統一ロゴタイプ（フジテレビジョン・産経新聞社・ニッポン放送・ポニーキャニオン・箱根 彫刻の森美術館など120社が1986年4月1日から使用）をデザインしたことでも有名。フジネットワーク（FNS）に属する岩手めんこいテレビ、さくらんぼテレビジョン、高知さんさんテレビのロゴも手掛けた。なお、岩手めんこいテレビはフジサンケイグループと同一のロゴタイプで、さくらんぼテレビと高知さんさんテレビは、両社とも独自に別の書体で製作された。
馬場の出身である長野県で1998年に開催された長野オリンピックの際は、長野五輪のデザイン検討委員長を嘱託された。
玩具や文具、その他雑貨などの開発も手がけている。ミリオンセラーになっている「漢字博士」（学研・西武百貨店・奥野かるた店）は1976年におもちゃ大賞、コクヨと共同で開発した消しゴム「ミリケシ」は2010年のグッドデザイン賞を受賞している。
日本テレビ「世界一受けたい授業」などにも適時出演している。
2015年に第4回 白川靜漢字教育賞の特別賞を受賞した。

## 連載
- 1992年 - 「馬場雄二の遊字塾」『産経新聞』（～2007年）
- 2002年 - 「漢字パズル」『朝日新聞』（～2002年）
- 2004年 - 「漢九郎」「馬場雄二の漢字遊び大学」『毎日新聞』（～2004年）
- 2005年 - 「馬場雄二のデザインQ」（日曜版be）『朝日新聞』（～2009年）
- 2012年 - 「馬場雄二の漢字ことば図鑑」「朝日小学生新聞」（～2013年）

## 著書
（漢字パズル以外）
- 『ベーシックデザイン』ダヴィッド社（1967年）
- 『ロゴタイプのデザイン計画』ダヴィッド社（1968年）
- 『文字遊び百科』全５巻 東京堂出版（1984～1985）
- 『中学美術教科書/共著『美術』日本文教出版（1984～2010）
- 『誤字等[ゴジラ]の本』仮説社（1993年）
- 『和英ことわざ遊字図鑑』仮説社（2000年）
- 『漢字のサーカス』岩波書店（2002年）
- 『漢字クイズ絵本』全6巻　偕成社（2004年）
- 『試してナットク！錯視図典』講談社（2004～2005年）
- 『漢字遊び解体新書』大修館書店（2007年）
- 『大人の授業』角川マガジンズ（2008年）
- 『脳活！漢字遊び』NHK出版（2009年）
- 『漢字のサーカス・常用漢字編１･2』岩波書店（2010～2011年）
- 『この字なんの字不思議な漢字』大修館書店（2011年）
- 『漢字算』仮説社（2013年）
- 『直感を裏切るデザインパズル』講談社（2015年）